# Aïn Fakroun
Aïn Fakroun (în arabă عين الفكرون) este o comună din provincia Oum El Bouaghi, Algeria.
Populația comunei este de 55.282 locuitori (2008).